# Lista de arranha-céus de Balneário Camboriú

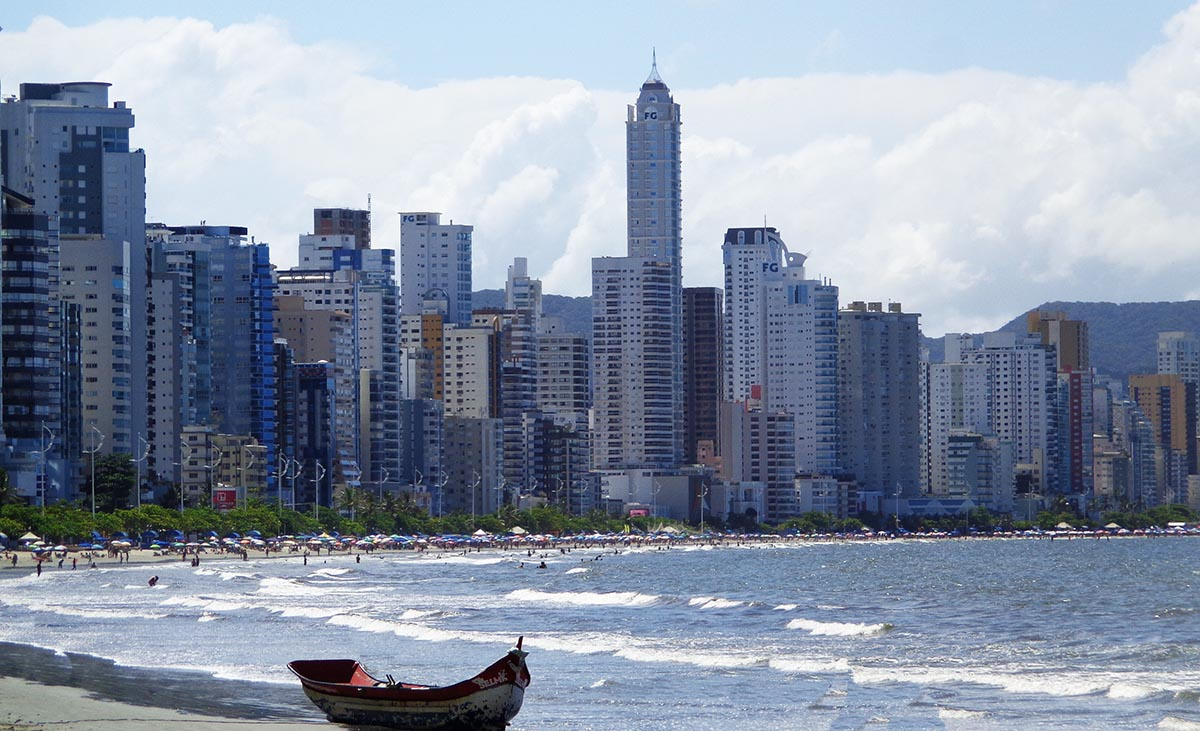
Uma vista a partir da Barra Sul da praia de Balneário Camboriú.

Esta é a lista de arranha-céus de Balneário Camboriú, município brasileiro localizado no litoral do estado de Santa Catarina. Iniciada no século XXI, com a demolição de hotéis e a construção de grandes prédios, a verticalização da cidade de Balneário Camboriú transformou a paisagem da praia central. Pela grande quantidade de edifícios deste porte que a cidade abriga, a mesma tornou-se conhecida pela mídia como a "Dubai brasileira", em referência à cidade dos Emirados Árabes Unidos que possui diversos prédios entre os mais altos do mundo. No ano de 2013, Balneário Camboriú foi considerada a 99ª cidade do mundo com mais prédios.
Os edifícios gêmeos Yachthouse Residence Club, concluídos em 2022, são os maiores edifícios em altura do Brasil, com 294,1 metros e 81 andares, e as torres gêmeas mais altas do continente americano.

## Atuais
| #  | Nome                                  | Altura (m) | Andares | Ano de conclusão | Ref.          |
| -- | ------------------------------------- | ---------- | ------- | ---------------- | ------------- |
| 1  | Yachthouse Residence Club Torre 1     | 294        | 81      | 2021             | [ 5 ]         |
| 2  | Yachthouse Residence Club Torre 2     | 294        | 81      | 2021             | [ 5 ]         |
| 3  | One Tower                             | 290        | 84      | 2022             | [ 6 ]         |
| 4  | Infinity Coast                        | 234        | 66      | 2019             | [ 7 ]         |
| 5  | Epic Tower                            | 191        | 58      | 2018             | [ 8 ]         |
| 6  | Copenhagen                            | 190        | ?       | ?                | [ 5 ]         |
| 7  | Millennium Palace                     | 177        | 46      | 2014             | [ 9 ]         |
| 8  | New York Apartments                   | 176        | ?       | ?                | [ 5 ]         |
| 9  | Alameda Jardins Residence             | 174        | 45      | 2016             | [ 10 ]        |
| 10 | Império das Ondas                     | 165        | 51      | 2016             | [ 11 ]        |
| 11 | Villa Serena Torre A                  | 164        | 46      | 2013             | [ 12 ]        |
| 11 | Villa Serena Torre B                  | 164        | 46      | 2013             | [ 13 ]        |
| 13 | Vision Tower                          | 160        | 38      | 2017             | [ 14 ]        |
| 14 | Ocean Palace                          | 152        | 42      | 2012             | [ 15 ]        |
| 15 | Ibiza Tower B (Torre Central)         | 150        | 43      | 2015             | [ 16 ]        |
| 16 | Praia do Sol                          | 145        | 38      | 2002             | [ 17 ]        |
| 17 | Torre de Lyon                         | 141        | 40      | 2010             | [ 18 ]        |
| 17 | Residencial Dalcelis                  | 141        | 41      | 2014             | [ 19 ]        |
| 17 | Lumière Residence                     | 141        | 41      | 2015             | [ 20 ]        |
| 17 | Sky Tower                             | 141        | 39      | 2017             | [ 21 ]        |
| 21 | Ibiza Tower A (Torre Norte)           | 140        | 39      | 2014             | [ 22 ]        |
| 21 | Marina Beach Tower 1 (Torre Atlantic) | 140        | 34      | 2014             | [ 23 ]        |
| 21 | Marina Beach Towers - Torre Pacific   | 140        | 34      |                  |               |
| 21 | Ibiza Tower B (Torre Sul)             | 140        | 39      | 2016             | [ 24 ]        |
| 24 | Four Seasons Residence                | 139        | 41      | 2014             | [ 25 ] [ 26 ] |
| 25 | Edifício Apogee                       | 137        | 37      | 2016             | [ 27 ]        |
| 26 | Metrópolis                            | 134        | 40      | 2010             | [ 28 ]        |
| 27 | Alexandria                            | 126        | 36      | 2008             | [ 29 ]        |
| 28 | Condomínio Barra Tower                | 123        | 37      | 2008             | [ 30 ]        |
| 29 | Barra Tower                           | 122        | 40      | 2013             | [ 31 ]        |
| 30 | Sea's Palace Residence                | 114        | 34      | 2011             | [ 32 ]        |
| 29 | Residencial Renaissance Torre A       | 111        | 36      | 2010             | [ 33 ]        |
| 29 | Residencial Renaissance Torre B       | 111        | 36      | 2010             | [ 34 ]        |

## Em construção

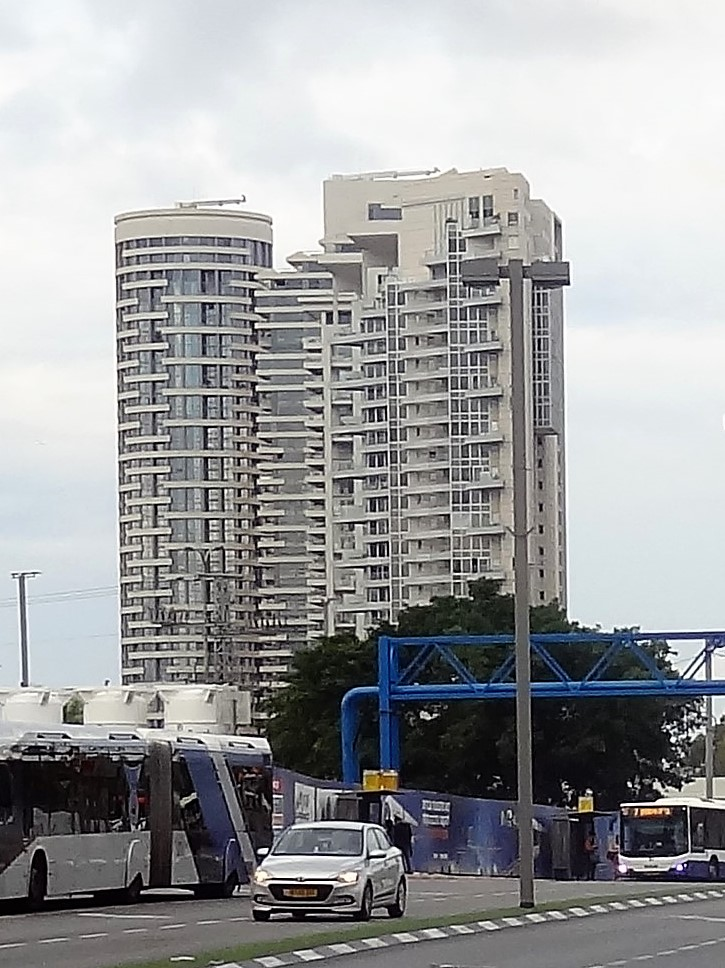
One Tower, o edifício mais alto do país.

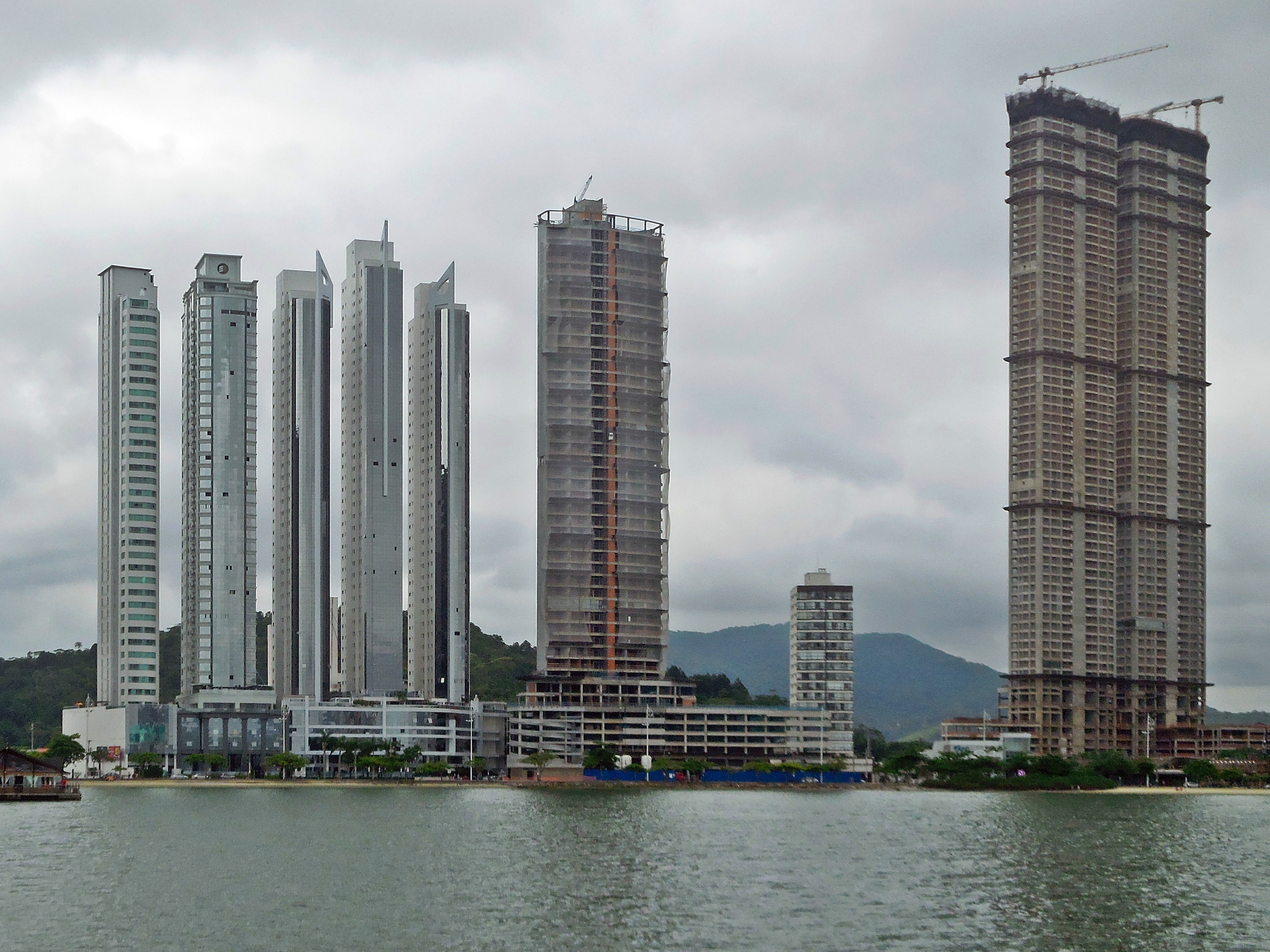
Da esquerda para a direita: Barra Tower; Baturité Lounge House; Ibiza Towers sul, central e norte; Pharos; e Yachthouse Residence Club Torre 1 e 2, em dezembro de 2018.

| Nome                | Altura (m) | Andares | Ano de conclusão (previsto) | Ref.   |
| ------------------- | ---------- | ------- | --------------------------- | ------ |
| Senna Tower         | 563        | 157     | 2033 - 2035                 |        |
| Vitra               | 208        | 62      | 2021                        |        |
| Edifício Pharos     | 159        | 46      | 2021                        | [ 35 ] |
| Splendido           | 176        | 50      | 2019                        | [ 36 ] |
| Olympo Tower        | 157        | 44      | 2019                        | [ 37 ] |
| Serendipity Village | 152        | 45      | 2021                        | [ 38 ] |
| H. Pio Infinity     | 152        | 41      | 2022                        | [ 39 ] |
| Argos Residence     | 150        | 43      | 2019                        | [ 40 ] |

## Cronologia dos prédios mais altos
O primeiro prédio de Balneário Camboriú que se tem registros exatos sobre a altura é o Santos Dumont, que foi construído em 1990 e é denominado residencial, ou seja, não se configura como um arranha-céu, o qual possui 75 metros de altura e 23 andares. Três anos depois, em 1993, foi inaugurado o Edifício Champagne, com 116 metros de altura e 33 andares, mas que também não possui o formato de um arranha-céu. Manteve o título de prédio mais alto da cidade até o ano de 2002, quando foi concluída a primeira construção de um arranha-céu na cidade, denominado Praia do Sol, com 145 metros e 38 andares.
Atualmente o nono maior arranha-céu do município de Balneário Camboriú, o Praia do Sol esteve por dez anos na condição de maior construção da cidade, até serem finalizadas as obras do Ocean Palace, no ano de 2012, que passou a contar com 152 metros e 42 andares. No entanto, um ano após, as torres gêmeas do Villa Serena, conhecidas como Villa Serena A e Villa Serena B foram entregues, sendo que ambas possuem 164 metros e 46 andares. No ano seguinte, em 2014, foi inaugurado o Millennium Palace, que com treze metros a mais e o mesmo número de andares dos anteriores tornou-se o maior edifício de Balneário Camboriú e do Brasil.
| Nome                              | Altura (m) | Andares | Anos como o maior | Ref.   |
| --------------------------------- | ---------- | ------- | ----------------- | ------ |
| Santos Dumont                     | 75         | 23      | 1990-1992         | [ 41 ] |
| Edifício Champagne                | 116        | 33      | 1993-2001         | [ 42 ] |
| Praia do Sol                      | 145        | 38      | 2002-2011         | [ 17 ] |
| Ocean Palace                      | 152        | 42      | 2012              | [ 15 ] |
| Villa Serena A                    | 164        | 46      | 2013              | [ 12 ] |
| Villa Serena B                    | 164        | 46      | 2013              | [ 13 ] |
| Millennium Palace                 | 177        | 46      | 2014–2019         | [ 9 ]  |
| Infinity Coast                    | 234        | 66      | 2019–2021         | [ 7 ]  |
| Yachthouse Residence Club Torre 1 | 280        | 81      | 2021–2022         | [ 43 ] |
| Yachthouse Residence Club Torre 2 | 280        | 81      | 2021–2022         | [ 43 ] |
| One Tower                         | 290        | 84      | 2022–presente     | [ 6 ]  |